# Ananjiv
Ananiv' (ukrainsk: Ана́ньїв, ukrainsk udtale: [ɐˈnɑnʲjiu̯]; russisk: Ана́ньев; jiddisch:  אַנאַנאַניעוו}; rumænsk: Ananiev) er en by i Podilsk rajon i Odessa oblast, Ukraine. Den ligger ved floden Tylihul, der løver ud i Sortehavet øst for byen Juzjne. Byen har 7.789 (2021)
indbyggere.
Byen hørte til Den Moldaviske Autonome Socialistiske Sovjetrepublik fra 1924 til 1940.

## Jødisk historie
Jøder har bosat sig i Ananiv siden det 19. århundrede. I 1820 ejede det jødiske samfund i byen en synagoge og en kirkegård, som ikke længere eksisterer, selvom den nye kirkegård fra det 20. århundrede kan besøges.  Efternavnene på gravstenene er stadig synlige og dokumenteret online. I april 1887 angreb og ødelagde en pøbel 175 jødiske hjem og 14 butikker. I 1897 var 50 % af byens befolkning jødisk.  I løbet af 1919 resulterede to pogromer i byen med mere end 40 døde jøder. Under rumænsk besættelse blev mere end 330 af byens jøder dræbt af Einsatzgruppen 10b. I oktober 1941 forlod 300 ud af de 445 byen. Jøderne blev myrdet i det nærliggende Mostove, og resten en måned senere i Gvozdiovka. En af disse to massegrave er underskrevet på ukrainsk og er åben for offentligheden. I 1990 boede der 30 jøder i Ananiv.